# 小行星15569
小行星15569（15569 Feinberg）是一颗绕太阳运转的小行星，为主小行星带小行星。该小行星于2000年4月5日发现。

## 轨道参数
小行星15569的轨道半长轴为2.2450619 UA，离心率为0.184。